# Asturias (Schiff, 1908)
Die Asturias (I) war ein 1908 in Dienst gestelltes Passagierschiff der britischen Reederei Royal Mail Line, das im Passagier- und Postverkehr von Großbritannien nach Südamerika eingesetzt wurde. Im Ersten Weltkrieg diente sie als Hospitalschiff, bis sie 1917 durch einen U-Boot-Angriff schwer beschädigt und abgeschrieben wurde. 1923 wurde sie in Arcadian umbenannt und fortan auf Kreuzfahrten geschickt, bis sie 1930 außer Dienst gestellt und 1933 in Japan abgewrackt wurde. 

## Passagierschiff auf der Südamerikaroute
Das 12.015 BRT große Dampfschiff Asturias wurde auf der Werft Harland & Wolff in Belfast gebaut und war das letzte in einer Reihe von vier Schwesterschiffen. Die anderen waren die Amazon (II) (1906), die Araguaya (1906) und die Avon (III) (1907). Bis auf die Araguaya, die bei Workman, Clark & Company entstand, wurden alle Schiffe dieser Reihe bei Harland & Wolff gebaut. Die Asturias hatte einen Schornstein, zwei Masten und zwei Propeller. Die Höchstgeschwindigkeit lag bei 15 Knoten. In den Passagierunterkünften war Platz für 300 Reisende der Ersten, 140 der Zweiten und 1200 der Dritten Klasse. 
Das 158,49 Meter lange und 18,89 Meter breite Passagier- und Postschiff lief am 26. September 1907 vom Stapel und wurde am 8. Januar 1908 fertiggestellt. Am 24. Januar 1908 lief die Asturias in Southampton zu ihrer Jungfernfahrt nach Australien via Sues aus. Nach dieser Fahrt wurde sie auf die Route von Southampton nach Buenos Aires gesetzt, auf der sie in den folgenden Jahren blieb. 1909 fuhr sie aber trotzdem noch einmal nach Australien.

## Hospitalschiff im Ersten Weltkrieg

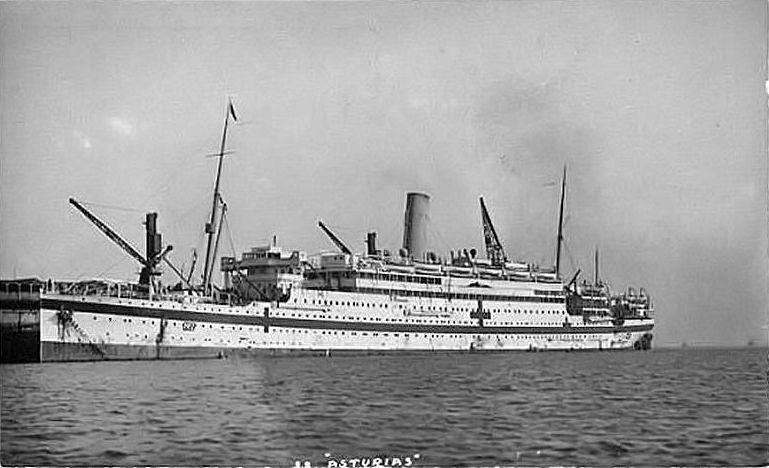
Als Hospitalschiff im Ersten Weltkrieg

Am 1. August 1914 wurde sie von der britischen Admiralität für den Kriegseinsatz angefordert und verließ Southampton vier Tage später Richtung Scapa Flow, um sich der dort stationierten Grand Fleet anzuschließen. Am 23. August war sie jedoch zurück in Southampton und wurde dort der Royal Army übergeben, die sie in ein Hospitalschiff mit Kapazitäten zum Transport von 896 Verwundeten umrüstete. Bei einer einzelnen Fahrt hatte sie aber 2400 an Bord. Die HMHS Asturias beförderte Patienten von Le Havre nach Southampton bis zur Schlacht von Gallipoli 1915. Von da an wurde sie im Mittelmeer eingesetzt. Das Schiff transportierte Verwundete von den Dardanellen, Thessaloniki und Ägypten zurück nach England. 
Während dieser Zeit wurde sie zwei Mal von deutschen U-Booten angegriffen, entging aber beiden Malen der Vernichtung: Am 1. Februar 1915 wurde die Asturias bei Le Havre von U 20 (Kapitänleutnant Walther Schwieger) torpediert, aber der Torpedo ging daneben. Beim zweiten Zwischenfall hatte sie weniger Glück, als am 20. März 1917 ein Torpedo von UC 66 (Oberleutnant zur See Herbert Pustkuchen) sechs Meilen südlich von Start Point an der Küste von Devon in ihr Heck einschlug. Das Heck wurde fast komplett weggerissen, und das Ruder und die Steuerbord-Welle wurden zerstört. 35 Männer an Bord der Asturias kamen ums Leben. Das Schiff wurde bei Bolt Head auf Grund gesetzt. 
Die Asturias war so schwer beschädigt, dass sie zu einem Totalverlust erklärt und abgeschrieben wurde. Das Wrack wurde von der britischen Regierung gekauft, geborgen und neu instand gesetzt. Für die restliche Zeit des Kriegs diente das Schiff als schwimmendes Munitionslager in Plymouth.

## Als KreuzfahrtschiffArcadian

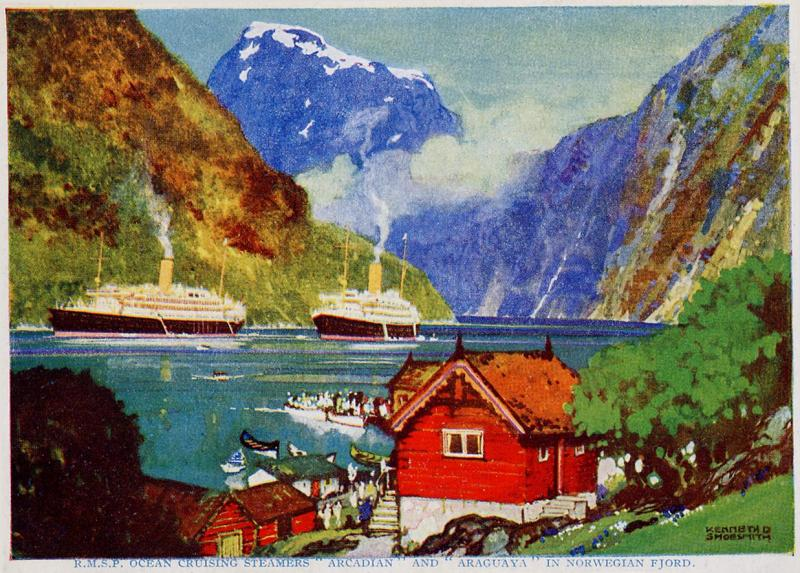
Zeichnung der Arcadian und der Araguaya auf Kreuzfahrt in einem norwegischen Fjord

Nach Kriegsende wurde die Asturias von der Royal Mail Line zurückgekauft und nach Belfast geschleppt, wo sie zwei Jahre lang lag. Im Sommer 1922 begannen die Reparaturumbauten. Die Asturias wurde als Kreuzfahrtschiff neu konzipiert und nahm 1923 ihren Dienst unter dem neuen Namen Arcadian auf. Das Schiff unternahm Kreuzfahrten nach Skandinavien, Südostasien, ins Mittelmeer und fuhr auch von New York nach Bermuda. 
Die Weltwirtschaftskrise Anfang der 1930er Jahre brachte einen Einbruch im Kreuzfahrtgeschäft, und die Arcadian wurde nicht mehr benötigt. Im Oktober 1930 wurde sie in Southampton aufgelegt und im Februar 1933 zum Abbruch nach Japan verkauft. Am 18. April 1933 traf sie in Osaka ein, wo sie kurz darauf verschrottet wurde.